# Ocnogyna pudens
Ocnogyna pudens là một loài bướm đêm thuộc phân họ Arctiinae, họ Erebidae.